# Kimberly Kagan

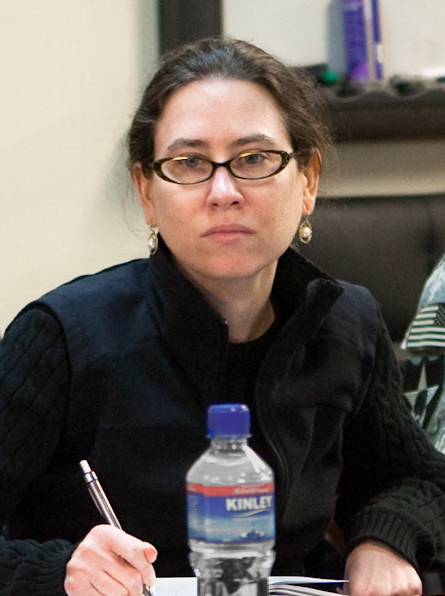
Kimberly Kagan (2010)

Kimberly Ellen Kagan (* 1972) ist eine US-amerikanische Militärhistorikerin. Sie ist die Gründerin und Präsidentin des Institute for the Study of War.

## Leben
Kimberly Kagan wurde 1972 als Tochter von Kalman Kessler, einem Buchhalter und Schullehrer aus New York City, und seiner Frau Frances geboren. An der Yale University erhielt sie ihren B.A. in „Classical Civilization“ und ihren Ph.D. in Geschichte. Dort lernte sie auch ihren Ehemann Frederick Kagan, den Sohn des Historikers Donald Kagan und Bruder des Autors und Politikberaters Robert Kagan, kennen. Frederick Kagan ist Wissenschaftler am American Enterprise Institute.
Von 2004 bis 2005 hatte Kimberly Kagan ein „Olin Postdoctoral Fellowship in Military History“ in Yale für internationale Sicherheitsstudien inne. Dies ist eine Tochtergesellschaft des Olin Institute for Strategic Studies in Harvard, wo Kagan von 2002 bis 2003 National Security Fellow war.
Kagan hat an der US-Militärakademie in West Point, der Yale University, der Georgetown University und der American University unterrichtet.

### Kriegseinsätze
Für den kommandierenden General der MNF-I hat Kagan seit Mai 2007 acht Einsätze im Irak durchgeführt, drei in Afghanistan für das United States Central Command (CENTCOM) und die International Security Assistance Force (ISAF). Im Oktober 2008 nahm sie am Joint Campaign Plan Assessment Team für Multi-National Force-Irak – U.S. Mission-Irak teil und im Januar 2009 als Teil des Civilian Advisory Teams für die strategische Überprüfung des CENTCOM. Sie diente in Kabul als Mitglied des strategischen Bewertungsteams von General Stanley McChrystal, bestehend aus zivilen Experten, während seiner strategischen Überprüfung im Juni und Juli 2009. Im Sommer 2010 kehrte sie nach Afghanistan zurück; dort unterstützte sie General David Petraeus bei wichtigen Übergangsaufgaben. Zudem ist Kagan Mitglied des akademischen Beirats des Afghanistan-Pakistan Center of Excellence am CENTCOM.
Danach gehörte Kagan Expertenarbeitsgruppen und -kommissionen an, darunter der vom Kongress ernannten überparteilichen, zwölfköpfigen Syria Study Group (SSG) in den Jahren 2018–2019, der Expertengruppe für die Afghanistan Peace Plan Study Group und dem Experten-Verteidigungsgremium für das Special Competitive Studies Project.

### Institute for the Study of War
Kimberly Kagan ist Gründerin und Präsidentin des Institute for the Study of War. Das ISW beschreibt sich selbst als „überparteiliche, gemeinnützige Denkfabrik, die Forschung und Analysen speziell zu Fragen der Verteidigung und der Außenpolitik bereitstellen möchte.“ Es erstellt Berichte über die Realität von kriegerischen Handlungen mit dem Schwerpunkt auf militärischen Operationen, feindlichen Bedrohungen und politischen Trends in verschiedenen Konfliktgebieten.

## Werke
- The Eye of Command, University of Michigan Press, 2006, ISBN 978-0-472-11521-1
- The Surge: A Military History, Encounter Books, 2009, ISBN 978-1-59403-249-3

- Hrsg.: The Imperial Moment, Harvard University Press, 2010

Zudem weitere Veröffentlichungen im Wall Street Journal, in der New York Times, in der Washington Post, in der Los Angeles Times, im Weekly Standard und in Foreign Policy veröffentlicht.